# Coenophila rubrifera
Coenophila rubrifera är en fjärilsart som beskrevs av Warnecke 1931. Coenophila rubrifera ingår i släktet Coenophila och familjen nattflyn. Inga underarter finns listade i Catalogue of Life.